# 佐藤賢治 (野球)
佐藤 賢治（さとう けんじ、1988年8月26日 - ）は、東京都大田区出身の元プロ野球選手（外野手、内野手）。右投左打。
愛称は「サトケン」。

## 来歴

### プロ入り前
2004年に横浜高校に入学。当初は投手であったが後に外野手に転向した。甲子園に2度出場している（2006年春と同年夏。前者は優勝、後者は一回戦敗退）。同校の2学年上に涌井秀章と石川雄洋が、同学年に福田永将、下水流昂、西嶋一記が、1学年下に髙濱卓也が、2学年下に土屋健二と倉本寿彦が所属していた。このうち土屋とは後に日本ハムでチームメイトとなった。
2006年のプロ野球ドラフト会議（高校生の部）で、強肩と左右に打ち分ける打撃を評価した千葉ロッテマリーンズに2巡目で指名され、入団する。

### ロッテ時代
2007年は、イースタン・リーグ公式戦75試合に出場し、打率.196だった。
2008年は、二軍のレギュラーに定着し、イースタン・リーグで打率.220という成績を残したが、一軍公式戦への出場機会はなかった。

### 日本ハム時代
2010年5月7日に北海道日本ハムファイターズへ無償トレードで移籍した。同球団で当時外野手が不足していたため、移籍直後の同月27日には、対中日ドラゴンズ戦（石川県立野球場）で一軍デビュー。金剛弘樹から代打で適時打を放ったことによって、一軍初打席・初安打・初打点を記録した。また、6月2日の対広島東洋カープ戦（札幌ドーム）に「7番・右翼手」として一軍公式戦初の先発出場を果たすなど、一軍で9試合に出場した。
2011年には、一軍公式戦8試合に出場し、7打数1安打、打率.143を記録した。
2012年には、移籍後初めて、一軍公式戦への出場機会がなかった。シーズン終了後には、一軍監督の栗山英樹から「来年ダメならユニホームを脱がせる」と通告されるともに、三塁手としても起用することを明かされた。
2013年には、春季キャンプで三塁の守備に挑戦。開幕を二軍で迎えたが、イースタン・リーグ公式戦では、5月30日までに42試合の出場で打率.309、3本塁打という好成績を残した。翌31日に自身2年振りの出場選手登録を果たすと、6月2日の対横浜DeNAベイスターズ戦（旭川スタルヒン球場）で一軍初本塁打。スタメンに起用された9月10日の対オリックス・バファローズ戦（札幌ドーム）では、4打席4安打で一軍初の猛打賞を達成するとともに、チームの勝利によってヒーローインタビューを初めて経験した。ちなみに、実戦で三塁を守ったのは、この年のイースタン・リーグ公式戦2試合だけであった。
2014年には、一軍公式戦で自己最多の44試合に出場。4月13日の対埼玉西武ライオンズ戦では、本拠地・札幌ドームでの一軍初本塁打を放った。シーズン通算では、一軍で自己最多の3本塁打・12得点を記録したが、打率は.196にとどまった。なお、この年には、2歳年上の一般女性と結婚している。
2015年には、春季キャンプ中の2月13日に、前述の結婚と第1子（長女）の誕生を発表。しかし、シーズン開幕後は一軍公式戦16試合に出場しただけで、10月2日に球団から戦力外通告を受けた。

### 日本ハム退団後
2015年11月10日にシートバッティング形式の12球団合同トライアウト（草薙球場）に参加したが、7人の投手に対して、6打数無安打1四球という結果に終わった。さらに、NPBを含むプロ野球他球団への移籍に至らなかったことから、現役を引退。引退後は、一般企業に就職した。
2021年3月より、千葉県成田市にオープンした食パン専門店で店長を務めている。

## 選手としての特徴・人物
強肩強打の外野手。打撃ではミート力とバットコントロールに優れ、広角に打ち分けられる。守備では遠投120m、走塁では50m走のタイム5秒9（6秒1の説もあり）、本塁から一塁までのタイムは4秒1を記録。
目標とする選手はサブロー。
好きな言葉は「人生の勝利者になれ」。
プロ入り後の初給料で父親に名刺入れ、母親にネックレスをプレゼントした。
日本ハム時代に紺田敏正から継承した背番号52を気に入っていた。「（紺田さんは）同じ外野手として守備範囲が広く、大好きな選手なので、52番を受け継いだときはうれしかったですね」と語っている。

## 詳細情報

### 年度別打撃成績
| 年 度    | 球 団    | 試 合 | 打 席 | 打 数 | 得 点 | 安 打 | 二 塁 打 | 三 塁 打 | 本 塁 打 | 塁 打 | 打 点 | 盗 塁 | 盗 塁 死 | 犠 打 | 犠 飛 | 四 球 | 敬 遠 | 死 球 | 三 振 | 併 殺 打 | 打 率 | 出 塁 率 | 長 打 率 | O P S |
| -------- | -------- | ----- | ----- | ----- | ----- | ----- | -------- | -------- | -------- | ----- | ----- | ----- | -------- | ----- | ----- | ----- | ----- | ----- | ----- | -------- | ----- | -------- | -------- | ----- |
| 2010     | 日本ハム | 9     | 18    | 18    | 0     | 2     | 0        | 0        | 0        | 2     | 1     | 0     | 0        | 0     | 0     | 0     | 0     | 0     | 6     | 0        | .111  | .111     | .111     | .222  |
| 2011     | 日本ハム | 8     | 7     | 7     | 1     | 1     | 0        | 0        | 0        | 1     | 0     | 0     | 0        | 0     | 0     | 0     | 0     | 0     | 5     | 0        | .143  | .143     | .143     | .286  |
| 2013     | 日本ハム | 38    | 108   | 91    | 9     | 22    | 3        | 1        | 2        | 33    | 15    | 1     | 1        | 4     | 0     | 12    | 0     | 1     | 28    | 2        | .242  | .337     | .363     | .699  |
| 2014     | 日本ハム | 44    | 114   | 107   | 12    | 21    | 4        | 1        | 3        | 36    | 9     | 0     | 1        | 3     | 0     | 4     | 0     | 0     | 38    | 2        | .196  | .225     | .336     | .562  |
| 2015     | 日本ハム | 16    | 29    | 28    | 3     | 6     | 1        | 0        | 0        | 7     | 5     | 0     | 0        | 0     | 0     | 1     | 0     | 0     | 14    | 0        | .214  | .241     | .250     | .491  |
| NPB：5年 | NPB：5年 | 115   | 276   | 251   | 25    | 52    | 8        | 2        | 5        | 79    | 30    | 1     | 2        | 7     | 0     | 17    | 0     | 1     | 91    | 4        | .207  | .260     | .315     | .575  |

### 年度別守備成績
| 年 度 | 球 団    | 一塁  | 一塁  | 一塁  | 一塁  | 一塁  | 一塁     | 外野  | 外野  | 外野  | 外野  | 外野  | 外野     |
| 年 度 | 球 団    | 試 合 | 刺 殺 | 補 殺 | 失 策 | 併 殺 | 守 備 率 | 試 合 | 刺 殺 | 補 殺 | 失 策 | 併 殺 | 守 備 率 |
| ----- | -------- | ----- | ----- | ----- | ----- | ----- | -------- | ----- | ----- | ----- | ----- | ----- | -------- |
| 2010  | 日本ハム | -     | -     | -     | -     | -     | -        | 5     | 9     | 0     | 0     | 0     | 1.000    |
| 2011  | 日本ハム | -     | -     | -     | -     | -     | -        | 1     | 0     | 0     | 0     | 0     | ----     |
| 2013  | 日本ハム | -     | -     | -     | -     | -     | -        | 32    | 63    | 4     | 3     | 1     | .957     |
| 2014  | 日本ハム | 6     | 26    | 0     | 0     | 2     | 1.000    | 23    | 36    | 1     | 1     | 0     | .974     |
| 2015  | 日本ハム | 2     | 0     | 1     | 0     | 0     | 1.000    | 11    | 15    | 0     | 0     | 0     | 1.000    |
| 通算  | 通算     | 8     | 26    | 1     | 0     | 2     | 1.000    | 72    | 123   | 5     | 4     | 1     | .970     |

### 記録
- 初出場：2010年5月27日、対中日ドラゴンズ1回戦（石川県立野球場）、7回表に増井浩俊の代打で出場
- 初打席・初安打・初打点：同上、7回表に金剛弘樹から右前適時打
- 初先発出場：2010年6月2日、対広島東洋カープ4回戦（札幌ドーム）、7番・右翼手で先発出場
- 初本塁打：2013年6月2日、対横浜DeNAベイスターズ3回戦（旭川スタルヒン球場）、2回裏に三嶋一輝から中越2ラン
- 初盗塁：2013年9月6日、対東北楽天ゴールデンイーグルス18回戦（日本製紙クリネックススタジアム宮城）、4回表に二盗（投手：田中将大、捕手：嶋基宏）

### 背番号
- 57 （2007年 - 2010年途中）
- 69 （2010年途中 - 同年終了）
- 52 （2011年 - 2015年）